# Gravitacioni manuvar
U orbitalnoj mehanici i zrakoplovnom inženjerstvu, manuvar gravitacione asistencije, gravitaciona praćka ili proletanje je korištenje relativnog kretanja (na primer, u orbiti oko Sunca) i gravitacije planete ili drugog astronomskog objekta s ciljem promene puta i brzine svemirske letelice, kako bi se uštedelo gorivo, vreme i finansijska sredstva. Asistencija se može koristiti za ubrzanje svemirskog broda, odnosno povećanje ili smanjenje brzine i/ili promenu putanje. Asistencija se ostvaruje kretanjem gravitirajućeg dok vuće letjelicu. Manuvar se koristio za interplanetarne sonde od Marinera 10 nadalje, uključujući i dve sonde Vojadžer, koje su napravile značajne prelete pored Jupitera i Saturna.
Manuvar gravitacione asistencije je prvi put korišten 1959. godien kad je Sovijetska sonda Luna 3 fotografisala daleku stranu Zemljinog Meseca. Manuvar se oslanjao na istraživanja sprovedena pod rukovodstvom Mstislava Keldiša na Stelkovom matematičkom institutu kojima je između ostalih doprineo Vsevolod Aleksandrovič Egorov.

## Objašnjenje
Gravitacijska praćka oko planetе menja brzinu svemirske letelice (u odnosu na Sunce) na ulazu i izlazu iz gravitacionog polja planetе. Brzina svemirskog broda se povećava tokom približavanja planeti i smanjuje se tokom bega iz njenog gravitacionog polja. Sve se planete vrte oko Sunca. Letelica iskorištava ovo kretanje u svoju korist: kako bi povećala svoju brzinu, letelica mora ići u smeru kretanja planete (uzimajući malu količinu orbitalne energije planete); kako bi smanjila brzinu, letelica se kreće suprotno od kretanja planeta. Iznos kinetičke energije oba tela ostaje konstantan. Gravitaciona praćka se može koristiti i za promenu putanje i brzine svemirske letelice oko Sunca.
Slična Zemaljska analogija: teniska loptica odbija se od prednjeg dela voza u pokretu. Ako posmatrač stoji na željezničkoj platformi, i baci lopticu brzinom od 30 km/h u smeru voza koji se približava brzinom od 50 km/h mašinovođa viza vidi loptu koja se približava brzinom od 80 km/h, a zatim odlazi 80 km/h nakon što je elastično odskočila s prednjeg dela voza. Zbog kretanja voza, završna brzina loptice je 130 km/h u odnosu na željezničku platformu; lopta je dodala dve brzine voza na svoju brzinu.
Prevodeći ovu analogiju u svemir, „nepomičan” promatrač vidi kako se planeta kreće ulevo brzinom U, a svemirska letelica brzinom v. Ukoliko letelica putuje ispravnom putanjom, proći će blizo planete, brzinom U + v relativno na površinu planete, jer se planeta kreće u suprotnom smeru brzinom U. Kad letelica napusti orbitu, ima brzinu U + v relativno na površinu planete, ali u suprotnom smjeru (ulevo). S obzirom da se planeta kreće brzinom U, ukupna brzina letelice relativno na posmatrača biće jednaka brzini planete plus brzini letelice relativno na površinu planete. Brzina je tad U + (U + v) = 2U + v.
Ovaj pojednostavljeni primer je nemoguće preraditi bez dodatnih detalja o orbiti, ali ako se svemirska letelica kreće po paraboličnoj putanji, ona tad može napustiti planetu u suprotnom smeru bez paljenja vlastitih motora, a rezultantna brzina zaista iznosi 2U nakon što letelica napusti gravitaciju planete.
Ovo objašnjenje može prividno kršiti zakon očuvanja energije i ugaone količine kretanja, dodajući brzinu letelici iz ničega, ali u obzir se moraju uzeti i efekti svemirske letelice na planetu, kako bi se dobila celovita slika. Linearna količina kretanja koju letelica dobije jednaka je po veličini količini kretanja koju planeta izgubi, pa letelica dobija brzinu dok planeta gubi brzinu. Međutim, planeta ima ogromnu masu u poređenju sa letelicom, što čini njenu promenu brzine zanemarivom. Ovi učinci na planetu su toliko beznačajni, da se mogu zanemariti u proračunima.
Realistični prikazi u prostoru zahtevaju upotrebu tri dimenzije. Primenjuju se isti principi, samo se brzini letelice dodaje brzina planete, što zahteva sabiranje vektora, kao što je prikazano u nastavku.
Zbog reverzibilnosti orbita, gravitacijska praćka se takođe može koristiti za smanjivanje brzine letelice. Маriner-10 i Mesendžer su izveli taj manuvar, kako bi stigli do Merkura.
Ako je potrebna još veća brzina nego što se može dobiti od gravitacijske praćke, najekonomičniji način korištenja raketnog goriva je na periapsisu. Motori rakete uvek daju istu promenu brzine (∆v), ali promena kinetičke energije je proporcionalna brzini vozila u trenutku paljenja. Stoga, da bi se dobila maksimalna kinetička energija od motora, paljenje se mora dogoditi na periapsisu, kad letelica ima najveću brzinu. Obertov učinak detaljnije opisuje ovu tehniku.

## Istorijsko poreklo
U svom radu „Onima koji će čitati da bi gradili“ („Тем, кто будет читать, чтобы строить”), objavljenom 1938. godine, ali datiranom 1918–1919, Juri Kondratjuk je predložio da se svemirska letelica putuje između dve planete može ubrzati na početku i na kraju svoje putanje korišćenjem gravitacije meseca dve planete. Deo njegovog rukopisa koji se odnosi na pomoćne gravitacije nije kasnije razvijen i nije objavljen sve do 1960-ih. U svom radu iz 1925. godine „Problemi leta mlaznim pogonom: međuplanetarni letovi“ ("Проблема полета при помощи реактивных аппаратов: межпланетные полеты"), Fridrih Zander je pokazao duboko razumevanje fizike koja stoji iza koncepta gravitacione pomoći i njenog potencijala za međuplanetarno istraživanje Sunčevog sistema.
Italijanski inženjer Gaetano Kroko prvi je izračunao međuplanetarno putovanje uzimajući u obzir višestruke asistencije gravitacije.
Gravitaciono potpomognut manevar prvi put je pokušan 1959. godine kada je sovjetska sonda Luna 3 fotografisala dalju stranu Meseca. Manevar se oslanjao na istraživanje sprovedeno pod rukovodstvom Mstislava Keldiša na Keldiševom institutu za primenjenu matematiku.
Godine 1961, Majkl Minovič, diplomirani student UCLA koji je radio u NASA-inoj Laboratoriji za mlazni pogon (JPL), razvio je gravitacijom potpomognutu tehniku, koja će se kasnije koristiti za ideju Planetarne velike ture Garija Flandra.
Tokom leta 1964. u NASA JPL, Geriju Flandru je dodeljen zadatak da proučava tehnike za istraživanje spoljašnjih planeta Sunčevog sistema. U ovoj studiji otkrio je retko poravnanje spoljašnjih planeta (Jupiter, Saturn, Uran i Neptun) i osmislio Planetarnu veliku turu višeplanetnu misiju koristeći pomoć gravitacije da smanji trajanje misije sa četrdeset godina na manje od deset.

## Napomene
1. ↑  In 1938, when Kondratyuk submitted his manuscript "To whoever will read in order to build" for publication, he dated the manuscript 1918–1919, although it was apparent that the manuscript had been revised at various times. See page 49 of NASA Technical Translation F-9285 (1 November 1965).

## Spoljašnje veze
- „Gravitational Slingshot”. MathPages.com.